# Sphaenorhynchus pauloalvini
Sphaenorhynchus pauloalvini е вид жаба от семейство Дървесници (Hylidae).

## Разпространение
Видът е разпространен в Бразилия.